# Naissance en 1941
Naissance
- 1937
- 1938
- 1939
- 1940
- 1941
- 1942
- 1943
- 1944
- 1945

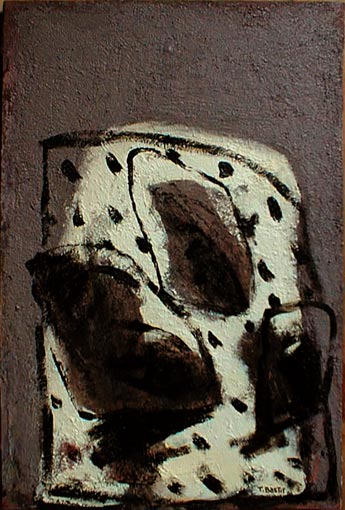
Fin de soirée de Tristan Bastit

Cette page dresse une liste de personnalités nées au cours de l'année 1941 présentée dans l'ordre chronologique.
La liste des personnes référencées dans Wikipédia est disponible dans la page de la Catégorie: Naissance en 1941.

## Janvier
- 1er janvier :
  - Amar Ezzahi, chanteur, compositeur et interprète de chaâbi algérien († 30 novembre 2016).
  - Coco Hotahota, chorégraphe, danseur, auteur et musicien polynésien († 8 mars 2020).
  - Lynn Arthur Steen, mathématicien et pédagogue des mathématiques américain († 21 juin 2015).
- 2 janvier :
  - Pierre Audibert, journaliste, mathématicien informaticien et enseignant français († 6 mars 2020).
  - Jean-Pierre Destrumelle, joueur et entraîneur de football français († 24 avril 2002).
  - Petro Korol, haltérophile soviétique ukrainien († 2 juillet 2015).
- 3 janvier :
  - Derrick O'Connor, acteur irlando-américain († 29 juin 2018).
  - Van Dyke Parks, musicien américain.
- 4 janvier : Étienne Delessert, écrivain, illustrateur, auteur pour la jeunesse et artiste peintre helvétique († 21 avril 2024).
- 5 janvier :
  - Hayao Miyazaki, réalisateur] japonais de dessins animés.
  - Roger Langlais, essayiste et peintre français († 10 septembre 2018).
- 6 janvier : Philippe Busquin, homme politique belge.
- 7 janvier :
  - Frederick D. Gregory, astronaute américain.
  - John E. Walker, chimiste britannique, prix Nobel de chimie en († 1997).
  - John Steiner, acteur britannique († 31 juillet 2022).
- 8 janvier :
  - Boris Vallejo, illustrateur péruvien.
  - Graham Chapman, acteur britannique, ancien membre des Monty Python († 4 octobre 1989).
- 9 janvier :
  - Joan Baez, chanteuse américaine.
  - Terry Hands, metteur en scène britannique († 4 février 2020).
- 10 janvier :
  - Louis Landi, footballeur français († 8 juin 1977).
  - José Greci, actrice italienne († 1er juin 2017).
  - Jacques Grinberg, peintre bulgare, israélien et français († 31 mai 2011).
- 12 janvier : Long John Baldry, chanteur de blues et acteur de doublage britannique († 21 juillet 2005).
- 13 janvier : Walid al-Mouallem, politicien syrien († 16 novembre 2020).
- 14 janvier : Faye Dunaway, actrice américaine.
- 15 janvier : Captain Beefheart, musicien américain († 17 décembre 2010).
- 16 janvier : Marcel Agboton, prélat catholique béninois († 14 septembre 2023).
- 17 janvier : René Binggeli, coureur cycliste suisse († 27 septembre 2007).
- 18 janvier :
  - David Ruffin, chanteur († 1er juin 1991).
  - Michael Bliss, historien canadien († 17 mai 2017).
  - Denise Bombardier, Polémiste, chroniqueuse et romancière canadienne († 4 juillet 2023).
- 19 janvier :
  - Tony Anholt, acteur britannique († 26 juillet 2002).
  - Fred Pickering, footballeur anglais († 9 février 2019).
  - Catherine Sola, actrice française († 12 septembre 2014).
  - Solvi Stübing, actrice allemande († 3 juillet 2017).
- 20 janvier : Pierre Lalonde, chanteur et animateur de télévision québécois († 21 juin 2016).
- 21 janvier : Plácido Domingo, ténor espagnol.
- 22 janvier : Jaan Kaplinski, écrivain, intellectuel et traducteur soviétique puis estonien († 8 août 2021).
- 24 janvier :
  - Alain Colmerauer, ingénieur informaticien, docteur en informatique et professeur d'université français († 12 mai 2017).
  - Didier Deleule, philosophe et universitaire français († 6 février 2019).
- 26 janvier : Willy Bocklant, coureur cycliste belge († 6 juin 1985).
- 27 janvier : Bobby Hutcherson, vibraphoniste de jazz américain († 15 août 2016).
- 28 janvier : Fernando Serena, footballeur international espagnol († 15 octobre 2018).
- 30 janvier : Dick Cheney, homme d'affaires et homme politique américain.
- 31 janvier :
  - Len Chappell, joueur de basket-ball américain († 12 juillet 2018).
  - Richard Gephardt, politicien américain.
  - Jessica Walter, actrice américaine († 24 mars 2021).
- ? janvier : Bernard Ballet, acteur et metteur en scène français († 17 février 2022).

## Février
- 2 février : Gerald Morkel, homme politique sud-africain († 9 janvier 2018).
- 3 février :
  - Radvilas Gorauskas, joueur de basket-ball brésilien
  - Carol Mann, golfeuse américaine († 20 mai 2018).
  - Álvaro Valbuena, peintre colombien.
  - Edouard Volodarski, dramaturge et scénariste russe († 8 octobre 2012).
- 4 février :
  - Freddy Eugen, coureur cycliste danois († 8 juin 2018).
  - Kim Ji-ha, poète et dramaturge sud-coréen († 8 mai 2022).
  - Laisenia Qarase, homme politique fidjien († 21 avril 2020).
  - Peter Lötscher, escrimeur et maître d'armes suisse († 25 octobre 2017).
- 5 février :
  - Stephen J. Cannell, scénariste, producteur de cinéma et de télévision, acteur, écrivain et réalisateur américain († 30 septembre 2010).
  - Kaspar Villiger, homme politique et ancien conseiller fédéral suisse.
- 6 février : Howard Phillips, homme politique américain († 20 avril 2013).
- 8 février :
  - Wolfgang Blochwitz, footballeur est-allemand († 8 mai 2005).
  - Nick Nolte, acteur et producteur américain.
- 10 février : Michael Apted, réalisateur et producteur de cinéma et de télévision anglais († 7 janvier 2021).
- 11 février :
  - Alberto Laiseca, romancier, poète et nouvelliste argentin († 22 décembre 2016).
  - Sonny Landham, acteur, cascadeur et politicien américain († 17 août 2017).
- 12 février : 
  - Pépito Pavon, footballeur franco–espagnol († 17 octobre 2012).
  - Dennis Sullivan, mathématicien américain.
- 13 février : Sigmar Polke, peintre allemand († 11 juin 2010).
- 14 février : Donna Shalala, femme politique américaine.
- 17 février :
  - Julia McKenzie, actrice anglaise.
  - Ron Meyer, entraîneur de football américain  († 5 décembre 2017).
  - Gene Pitney, chanteur américain († 5 avril 2006).
- 18 février : David Kilgour, politicien canadien († 5 avril 2022).
- 19 février : Shinji Ogawa, seiyū et acteur japonais († 7 mars 2015).
- 20 février : Buffy Sainte-Marie, compositrice et actrice canadienne.
- 22 février : Rolland Ehrhardt, footballeur français († 3 janvier 2007).
- 23 février :
  - William Hjortsberg, scénariste et écrivain américain († 22 avril 2017).
  - Jérôme Touzalin dramaturge français.
- 25 février :
  - Malick Bowens, acteur américain d'origine malienne († 3 novembre 2017).
  - José Luis Violeta, footballeur espagnol († 5 mai 2022).
- 27 février :
  - Paddy Ashdown, homme politique britannique († 22 décembre 2018).
  - Willy Cortois : homme politique belge († 21 mars 2018).
  - Gabriel Zubeir Wako, cardinal soudanais, archevêque de Khartoum.
- 28 février : Claude C. Pierre, poète et enseignant haïtien († 24 juin 2017).

## Mars
- 1er mars : Roderick Rijnders, rameur d'aviron néerlandais († 15 janvier 2018).
- 2 mars :
  - Bonnie Brown, politicienne canadienne.
  - Jon Finch, acteur britannique († 28 décembre 2012).
- 3 mars : Vlado Milunić, architecte tchèque d'origine croate († 17 septembre 2022).
- 4 mars :
  - Richard Benjamin Harrison, homme d'affaires américain († 25 juin 2018).
  - Adrian Lyne, réalisateur et producteur britannique.
- 5 mars : Tarit Baran Topdar, homme politique indien.
- 6 mars :
  - Peter Brötzmann, joueur de jazz allemand († 22 juin 2023).
  - Kálmán Ihász, joueur de football international hongrois († 31 janvier 2019).
- 7 mars : Philippe Mohlitz, graveur français († 14 mars 2019).
- 8 mars : Wilfrid Fox Napier, cardinal sud-africain, archevêque de Durban.
- 9 mars :
  - Ger van Elk, sculpteur, sérigraphe, cinéaste, artiste conceptuel, photographe, artiste d'installation, peintre et dessinateur néerlandais († 17 août 2014).
  - Jean-François Mattéi, philosophe français († 24 mars 2014).
- 11 mars : David Provan, joueur et entraîneur de football écossais († 26 novembre 2016).
- 12 mars : Erkki Salmenhaara, compositeur, critique, professeur et musicologue finlandais († 19 mars 2002).
- 13 mars : Mahmoud Darwich (محمود درويش), poète palestinien († 9 août 2008).
- 14 mars :
  - Philippe Mohlitz, graveur français († 14 mars 2019).
  - Wolfgang Petersen, cinéaste († 16 août 2022).
- 15 mars : Mike Love, musicien du groupe The Beach Boys.
- 16 mars :
  - Bernardo Bertolucci, cinéaste italien († 26 novembre 2018).
  - Carlo Chiappano, coureur cycliste italien († 7 juillet 1982).
- 17 mars :
  - Paul Kantner, musicien américain de rock psychédélique († 28 janvier 2016).
  - Norbert Moutier, libraire, éditeur, écrivain, cinéaste et acteur français († 27 janvier 2020).
  - Jacky Le Menn, homme politique français († 12 juillet 2025).
- 18 mars : Wilson Pickett, chanteur américain († 19 janvier 2006).
- 19 mars :
  - David Tilson, homme politique ontarien.
  - Samuel Vestey (3e baron Vestey), pair britannique († 4 février 2021).
  - Florence Delay, universitaire, actrice, et écrivaine française († 1er juillet 2025).
- 20 mars : Pat Corrales, joueur et manager américain de baseball († 28 août 2023).
- 21 mars : Dirk Frimout, spationaute belge.
- 22 mars : Bruno Ganz, acteur suisse de cinéma et de théâtre († 16 février 2019).
- 23 mars :
  - Manuel Esteban i Marquilles, réalisateur espagnol († 3 juin 2015).
  - Nelly Olin, femme politique française († 26 octobre 2017).
- 25 mars : Jacky Simon, footballeur français († 5 décembre 2017).
- 26 mars : 
  - Richard Dawkins,  biologiste, vulgarisateur, théoricien de l'évolution et éthologiste britannique.
  - Wojciech Młynarski, écrivain, poète, auteur-compositeur et metteur en scène polonais († 15 mars 2017).
- 27 mars : Masako Kondo, joueuse japonaise de volley-ball.
- 28 mars : Bernadette Després, dessinatrice de bande dessinée français († 19 novembre 2024).
- 29 mars : Ayano Shibuki, joueuse japonaise de volley-ball.
- 30 mars :
  - Wolfgang Hofmann, judoka allemand († 12 mars 2020).
  - Wasim Sajjad, président du Pakistan.
- 31 mars : Rosario Green, économiste, diplomate et femme politique mexicaine († 25 novembre 2017).

## Avril
- 1er avril : David Childs, architecte américain († 26 mars 2025).
- 2 avril : Émile Jung, maître-cuisinier français († 27 janvier 2020).
- 3 avril : Eric Braeden, acteur allemand naturalisé américain.
- 5 avril : Vincent Ezeonyia, prélat catholique nigérian, évêque d'Aba († 8 février 2015).
- 6 avril : Eluki Monga Aundu, général congolais († 8 septembre 2022).
- 7 avril : ʻAkilisi Pohiva, homme d'État tongien († 12 septembre 2019).
- 8 avril : Vivienne Westwood, créatrice de mode britannique († 29 décembre 2022).
- 10 avril : Gilles de Robien, homme politique français.
- 11 avril : Frederick H. Hauck, astronaute américain.
- Michael D. Higgins, président de l'irlande
- 13 avril :
  - Michael Alldredge, acteur américain († 19 décembre 1997).
  - Jean-Marc Reiser dit Reiser, dessinateur français († 5 novembre 1983).
- 14 avril : Gerald Cohen, philosophe politique anglais d'origine canadienne († 5 août 2009).
- 15 avril : Donatien Mahele Lieko Bokungu, général congolais († 16 mai 1997).
- 17 avril :
  - Billy Fury, chanteur britannique († 28 janvier 1983).
  - Esmond Martin, géographe et conservationniste américain († 4 février 2018).
  - Othman Battikh, Universitaire, religieux et homme politique tunisien († 25 octobre 2022).
- 18 avril : Gérard Bonal, écrivain français († 13 juin 2022).
- 19 avril : Michel Roux Sr, chef de cuisine français naturalisé britannique († 12 mars 2020).
- 20 avril :
  - Ryan O'Neal, acteur américain († 8 décembre 2023).
  - Jacques Ramouillet, alpiniste français († 27 novembre 2016).
- 21 avril : David Boren, politicien américain († 20 février 2025).
- 22 avril : Pierre Lepape, critique littéraire et écrivain français († 18 décembre 2021).
- 23 avril :
  - Arie den Hartog, coureur cycliste néerlandais († 7 juin 2018).
  - Ray Tomlinson, ingénieur américain († 5 mars 2016).
  - Lena Vandrey, sculptrice et peintre française († 8 novembre 2018).
- 24 avril :
  - Maria Cabral, actrice portugaise († 14 janvier 2017).
  - John Williams, guitariste australien.
  - Yukiaki Okabe, nageur japonais († 26 janvier 2018).
- 25 avril : Bertrand Tavernier, réalisateur français († 25 mars 2021).
- 26 avril : Guy Mathot, homme politique belge († 21 février 2005).
- 27 avril : 
  - Mária Gulácsy, fleurettiste hongroise († 13 avril 2015).
  - Hubert Niel, coureur cycliste français († 16 mai 2022).
  - Fethullah Gülen, écrivain, philosophe turc, inspirateur du Hizmet appelé aussi le mouvement Gulen († 20 octobre 2024).
- 28 avril : 
  - Ann-Margret, actrice américaine d'origine suédoise.
  - K. Barry Sharpless, chimiste américain.
- 29 avril : Gérard Daucourt, évêque catholique français.
- 30 avril : Coke Escovedo, percussionniste américain († 13 juillet 1986).

## Mai
- 2 mai : Eddy Louiss, organiste de jazz français († 30 juin 2015).
- 4 mai :
  - Karma Topden, homme politique indien († 4 août 2018).
  - Sérgio Vieira, poète et homme politique mozambicain († 16 décembre 2021).
- 5 mai : Alexandre Ragouline, hockeyeur russe († 17 novembre 2004).
- 6 mai :
  - Ivan Osim, footballeur et entraîneur yougoslave puis bosnien († 1er mai 2022).
  - Théo Robichet, réalisateur et directeur de la photographie français († 27 août 2016).
- 8 mai :
  - Eddie Bailham, footballeur irlandais († 18 décembre 2016).
  - John Fred, musicien et chanteur américain († 14 avril 2005).
- 10 mai :
  - Mireille Delmas-Marty, juriste et universitaire française († 12 février 2022).
  - Ken Kennedy, joueur de rugby à XV irlandais († 16 juillet 2022).
  - Adolfo Natalini, architecte italien  († 23 janvier 2020).
  - Nicholas Sand, chimiste américain († 24 avril 2017).
- 11 mai : Walter Boucquet, coureur cycliste belge († 10 février 2018).
- 12 mai : Robert Hendrick, homme politique belge († 20 avril 2015).
- 13 mai :
  - Senta Berger, actrice suédoise.
  - Ritchie Valens, chanteur américain († 3 février 1959).
- 14 mai : Jesús Gómez, cavalier mexicain († 25 novembre 2017).
- 15 mai : Denis Dugas, dessinateur, comédien, marionnettiste et scénariste français († 15 septembre 2018).
- 17 mai : Freddy Ruhlmann, peintre et sculpteur français († 24 mai 2004).
- 18 mai : Claudine Maugendre, photojournaliste et éditrice française († 1er mars 2017).
- 19 mai :
  - Ritt Bjerregaard, femme politique danoise († 21 janvier 2023).
  - Tania Mallet, mannequin et actrice britannique  († 30 mars 2019).
- 20 mai :
  - Maria Liberia-Peters, femme politique, ancien premier ministre des Antilles néerlandaises.
  - Mario Perniola, philosophe italien († 9 janvier 2018).
- 21 mai :
  - Jean Gagnon, prélat canadien de l'Église catholique, évêque du diocèse de Gaspé († 23 décembre 2016).
  - Anatoli Levtchenko, cosmonaute ukrainien († 6 août 1988).
- 23 mai :
  - Uwe Brandner, réalisateur allemand († 30 juillet 2018).
  - Per Lyngemark, coureur cycliste danois († 2 avril 2010).
- 24 mai :
  - Bob Dylan, chanteur américain.
  - Jean-Claude Fignolé, écrivain haïtien († 11 juillet 2017).
  - Markoosie Patsauq, écrivain inuk († 8 mars 2020).
- 28 mai :
  - Bernard Jouanneau, avocat français († 6 juin 2017).
  - Diego Puerta, matador espagnol († 30 novembre 2011).
- 29 mai :
  - Gilbert Barrette, homme politique fédéral canadien provenant du Québec.
  - Bob Simon, journaliste américain († 11 février 2015).
- 31 mai :
  - Michèle Demai, présentatrice et speakerine française († 9 novembre 2017).
  - Hans Neuenfels, auteur, poète et cinéaste allemand († 6 février 2022).
- ? mai : Israël Rozen, rabbin orthodoxe israélien († 1er novembre 2017).

## Juin
- 1er juin :
  - Wayne Kemp, chanteur et auteur-compositeur de country américain († 9 mars 2015).
  - Yolande D. Legault, femme politique canadienne († 23 octobre 2018).
  - Jigjidiin Mönkhbat, lutteur mongol († 9 avril 2018).
- 2 juin : Charlie Watts, musicien et batteur du groupe The Rolling Stones († 24 août 2021).
- 3 juin : Hernando de Soto, économiste péruvien.
- 4 juin : Jörg Schuldhess, dessinateur, peintre, graphiste et écrivain suisse († 15 juin 1992).
- 5 juin : Martha Argerich, pianiste argentine.
- 6 juin : Markus Raetz, peintre, graveur, sculpteur et photographe suisse († 14 avril 2020).
- 7 juin : Tony Ray-Jones, photographe britannique († 13 mars 1972).
- 8 juin : George Pell, cardinal australien, archevêque de Sydney († 10 janvier 2023).
- 9 juin : Maurizio Zamparini, homme d'affaires et dirigeant sportif italien († 1er février 2022).
- 10 juin : Jérôme Martin, évêque catholique français, évêque émérite de Berbérati en République centrafricaine († 4 décembre 2009).
- 11 juin : René Fontès, dirigeant sportif et homme politique français († 17 mars 2019).
- 12 juin : Chick Corea, pianiste de jazz et jazz-rock américain († 9 février 2021).
- 13 juin : Mohamed Sheikh, homme d'affaires homme politique britannique († 22 septembre 2022).
- 14 juin : Juan José Sagarduy, coureur cycliste espagnol († 4 octobre 2010).
- 15 juin :
  - Neal Adams, dessinateur américain († 28 avril 2022).
  - André Tosel, philosophe français († 14 mars 2017).
  - Harry Nilsson, chanteur, compositeur, acteur et scénariste américain († 15 janvier 1994).
- 18 juin : 
  - Lygia Kraag-Keteldijk, femme politique surinamaise.
  - María Teresa Campos, animatrice de radio et télévision et écrivaine espagnole († 5 septembre 2023).
- 19 juin :
  - Gilberto Benetton, chef d'entreprise italien († 22 octobre 2018).
  - Magnus Härenstam, animateur et acteur de télévision suédois († 13 juin 2015).
- 20 juin :
  - Maria Liberia-Peters, femme politique, ancien premier ministre des Antilles Néerlandaises.
  - Ulf Merbold, spationaute allemand.
  - Frank Welley, réalisateur et scénariste américain.
- 21 juin : Hein Verbruggen, responsable sportif néerlandais († 14 juin 2017).
- 22 juin :
  - Marco Aurélio Garcia, homme politique brésilien († 20 juillet 2017).
  - Rached Ghannouchi, ancien président de l'Assemblée des représentants du peuple et président du mouvement Ennahdha.
- 23 juin : Tatyana Roshchina, joueuse soviétique de volley-ball.
- 25 juin : Denys Arcand, scénariste et réalisateur canadien.
- 26 juin : Czesław Malec, joueur de basket-ball polonais († 18 juillet 2018).
- 27 juin :
  - Wayne Dockery, contrebassiste de jazz américain († 11 juin 2018).
  - Krzysztof Kieślowski, cinéaste polonais († 13 mars 1996).
  - Pavel Vilikovský, écrivain tchécoslovaque puis slovaque († 10 février 2020).
- 28 juin :
  - David Lloyd Johnston, gouverneur général du Canada.
  - Manex Pagola, auteur compositeur français († 6 juin 2018).
- 29 juin :
  - Gerson Camata, homme politique brésilien († 26 décembre 2018).
  - Christian Di Maggio, accordéoniste de concert algérien († 4 septembre 1993).
- 30 juin : Jean-Pierre Pujol, homme politique français († 8 novembre 2017).

## Juillet
- 1er juillet :
  - Rodrigue Gilbert, joueur de hockey sur glace canadien († 19 août 2021).
  - Alfred G. Gilman, biochimiste américain († 23 décembre 2015).
  - Myron Scholes, économiste canadien.
- 4 juillet :
  - Johnny Lion, chanteur néerlandais († 31 janvier 2019).
  - Fevzi Zemzem, joueur de football international et entraîneur turc († 21 mars 2022).
- 5 juillet : Antonio Escohotado, traducteur, professeur d'université, essayiste et philosophe espagnol († 21 novembre 2021).
- 7 juillet :
  - Eduardo Barril, acteur et metteur en scène chilien.
  - Nancy Farmer, écrivaine américaine.
  - John Fru Ndi, homme politique camerounais († 12 juin 2023).
  - Jim Rodford, bassiste britannique († 20 janvier 2018).
- 8 juillet :
  - Michel Charasse, homme politique français († 21 février 2020).
  - Bernard Van De Kerckhove, coureur cycliste belge († 15 septembre 2015).
- 10 juillet :
  - Thomas R. Fitzgerald, juge à la cour suprême de l'Illinois († 1er novembre 2015).
  - Alain Krivine, homme politique français d'extrême gauche († 12 mars 2022).
  - Erkki Kurenniemi, mathématicien, physicien nucléaire, designer, philosophe et artiste finlandais († 1er mai 2017).
- 11 juillet : Jean-Pierre Olivier de Sardan, anthropologue français.
- 12 juillet : Wu Bangguo, homme politique chinois.
- 13 juillet : Jacques Perrin, acteur et réalisateur français († 21 avril 2022).
- 14 juillet :
  - Gérard Férey, chimiste français († 19 août 2017).
  - Wilfried Geeroms, athlète belge, spécialiste de courses de haies († 4 mai 1999).
  - Ali Akbar Heidari, lutteur iranien.
  - Maulana Karenga (Ronald Everett, dit), écrivain et militant politique américain.
  - Andreas Khol, avocat et homme politique germano-autrichien.
  - Jean Gottigny, prêtre, théologien et humaniste belge.
- 16 juillet :
  - Valeri Butenko, footballeur, entraîneur et arbitre de football soviétique puis russe († 13 février 2020).
  - Kálmán Mészöly, joueur et entraîneur de football hongrois († 21 novembre 2022).
- 17 juillet : Jean-Claude Bourret, journaliste et écrivain français.
- 18 juillet : 
  - Lonnie Mack, chanteur de rock 'n' roll, blues et country américain († 21 avril 2016).
  - Frank Farian, producteur musical et auteur-compositeur-interprète allemand († 23 janvier 2024).
- 19 juillet : Charles Villeneuve, journaliste français.
- 20 juillet :
  - Vladimir Liakhov, spationaute ukrainien († 19 avril 2018).
  - Michael Stolleis, juriste et historien du droit allemand († 18 mars 2021).
  - Maria Lúcia Dahl, actrice brésilienne († 16 juin 2022).
- 23 juillet : Pierre Agostini, physicien français.
- 24 juillet : Risto Kala, basketteur finlandais († 30 novembre 2021).
- 25 juillet :
  - Margarita Isabel, actrice de cinéma, théâtre et télévision mexicaine († 9 avril 2017).
  - Nate Thurmond, basketteur américain († 16 juillet 2016).
  - Britta Schall Holberg, femme politique danoise († 23 février 2022).
  - Manny Charlton, auteur-compositeur-interprète écossais († 5 juillet 2022).
- 26 juillet : Philippe Boucher, journaliste et haut fonctionnaire français († 31 mars 2018).
- 28 juillet :
  - Bill Crider, écrivain américain († 12 février 2018).
  - Riccardo Muti, chef d'orchestre italien.
- 29 juillet : David Warner, acteur et réalisateur britannique († 24 juillet 2022).
- 30 juillet : 
  - Paul Anka, chanteur canadien.
  - Jean-Louis Comolli, réalisateur, scénariste et écrivain français († 19 mai 2022).
- 31 juillet : Paul Hamilton, joueur puis entraîneur de football nigérian († 30 mars 2017).

## Août
- 1er août :
  - Anne-Marie Simond, écrivain, dessinatrice de bande dessinée suisse.
  - Nathalie Delon, actrice, scénariste et metteur en scène française († 21 janvier 2021).
- 2 août :
  - Jean Cornelis, footballeur belge († 22 mars 2016).
  - Antonio Monselesan, acteur, cascadeur, réalisateur, scénariste, metteur en scène et entraîneur de boxe italien ( † 25 février 2015).
- 3 août :
  - Grzegorz Rosiński, dessinateur de bande dessinée polonais.
  - Hage Geingob, homme politique namibien († 4 février 2024).
  - René Dosière, homme politique français.
- 4 août :
  - Fernand Etter, coureur cycliste français († 21 janvier 1997).
  - Pete Shotton, homme d'affaires britannique († 24 mars 2017).
- 5 août :
  - Leonid Kyzym, cosmonaute ukrainien († 14 juin 2010).
  - Airto Moreira, percussionniste de jazz brésilien.
  - Lenny Breau, guitariste canadien († 12 avril 1984).
- 6 août :
  - Jean-Claude Étienne, homme politique français († 11 mars 2017).
  - Hedy Fry, femme politique et physicienne canadienne.
  - Goudji, sculpteur et orfèvre français.
- 7 août :
  - Howard Johnson, musicien américain († 11 janvier 2021).
  - Ken Jones, joueur de rugby à XV gallois († 25 août 2022).
- 8 août :
  - Earl Boen, acteur américain († 5 janvier 2023).
  - Anri Jergenia, homme politique abkhaze († 5 janvier 2020).
- 10 août : Rosemary Lassig, nageuse australienne († 1er novembre 2017).
- 11 août : 
  - Bruno Baeriswyl, peintre suisse († 23 octobre 1996).
  - Patricio Guzmán, réalisateur chilien.
- 12 août :
  - Josette Borel-Lincertin, femme politique française.
  - L. M. Kit Carson, acteur, scénariste et producteur de film américain († 20 octobre 2014).
  - Jean Drucker, dirigeant de télévision français († 18 avril 2003).
  - Réjean Ducharme, écrivain, dramaturge, scénariste, parolier et sculpteur canadien († 21 août 2017).
- 13 août : Henning Voscherau, homme politique allemand († 24 août 2016).
- 14 août :
  - David Crosby, chanteur, arrangeur vocal, guitariste et compositeur américain († 18 janvier 2023).
  - Connie Smith, auteure-compositrice-interprète de country et de gospel américaine.
  - Luan Starova, écrivain, traducteur et diplomate macédonien d'origine albanaise († 24 février 2022).
- 17 août : Ibrahim Babangida, homme politique nigérian.
- 20 août :
  - Milford Graves, musicien américain († 12 février 2021).
  - Stevan Ostojic, footballeur yougoslave puis serbe († 15 mai 2022).
  - Lalli Partinen, joueur de hockey sur glace finlandais († 4 mai 2022).
  - Marian Szeja, gardien de but de football polonais († 25 février 2015).
- 22 août :
  - Edwin Birdsong, musicien et producteur américain († 21 janvier 2019).
  - Thomas Lovejoy, biologiste américain († 25 décembre 2021).
- 23 août : Michel Perrin, ethnologue et anthropologue français († 9 août 2015).
- 24 août : Jean Plaskie, footballeur belge († 18 septembre 2017).
- 25 août : Vincent Landel, évêque catholique français, archevêque de Rabat (Maroc).
- 26 août : Barbara Ehrenreich, écrivaine, chroniqueuse et  militante féministe et socialiste américaine († 1er septembre 2022).
- 27 août : 
  - Bernard Ebbers,  homme d'affaires canadien naturalisé américain († 2 février 2020).
  - Cesária Évora, chanteuse cap-verdienne († 17 décembre 2011).
  - Iouri Malychev, cosmonaute soviétique († 8 novembre 1999).
- 29 août : Raymond Lebreton, coureur cycliste français († 6 août 2022).
- 30 août : Nelson Xavier, acteur brésilien († 10 mai 2017).
- 31 août : Albert Longchamp, prêtre catholique, jésuite, journaliste et écrivain suisse († 4 août 2022).

## Septembre
- 1er septembre : Graeme Langlands, joueur et entraîneur de rugby à XIII australien († 20 janvier 2018).
- 2 septembre :
  - Nicole Leblanc, comédienne canadienne († 23 mai 2017).
  - Sadhana Shivdasani, actrice indienne († 25 décembre 2015).
- 3 septembre : Jean-Claude Lattès, éditeur et écrivain français († 27 janvier 2018).
- 4 septembre : Hilarion Vendégou, chef traditionnel de Nouvelle-Calédonie et homme politique français († 11 janvier 2020).
- 5 septembre : Alma De Groen, dramaturge australienne.
- 8 septembre :
  - Christopher Connelly, acteur américain († 7 décembre 1988).
  - Jean-Yves Saunier, prêtre et aumônier catholique français († 9 décembre 2023).
- 9 septembre :
  - Otis Redding, chanteur américain († 10 décembre 1967).
  - Dennis Ritchie, pionnier de l'informatique moderne, inventeur du langage C et codéveloppeur de Unix († 12 octobre 2011).
  - Naaba Sonré, trente-et-unième roi du royaume de Boussouma († 30 juillet 2019).
- 10 septembre : 
  - Stephen Jay Gould paléontologue américain († 20 mai 2002).
  - Gunpei Yokoi personnalité et concepteur de jeux vidéo japonais († 4 octobre 1997).
  - Michel Valière, enseignant et ethnologue français († 23 février 2019).
- 11 septembre : Willi Fuggerer, coureur cycliste allemand († 5 septembre 2015).
- 12 septembre :
  - Peter George, économiste canadien († 27 avril 2017).
  - Liesbeth List, actrice et chanteuse néerlandaise († 25 mars 2020).
  - Ángel Roberto Seifart, homme politique paraguayen († 2 juillet 2018).
- 13 septembre : Pierre Barthes, joueur de tennis français.
- 15 septembre :
  - Flórián Albert, footballeur hongrois († 31 octobre 2011).
  - Mirosław Hermaszewski, spationaute polonais († 12 décembre 2022).
  - Iouri Norstein, cinéaste d'animation russe.
  - Elizabeth de la Porte, claveciniste britannique († 9 avril 2020).
- 17 septembre : Nils Arne Eggen, joueur puis entraîneur de football norvégien († 19 janvier 2022).
- 18 septembre : Gerry Bamman, acteur américain.
- 20 septembre : Clément Atangana, personnalité camerounaise.
- 21 septembre : Lycourgos Angelopoulos, musicologue et chantre liturgique grec († 18 mai 2014).
- 22 septembre : Catherine Ribeiro, actrice et chanteuse française († 23 août 2024).
- 23 septembre : Navanethem Pillay, avocate sud-africaine.
- 24 septembre :
  - Bob Chiarelli, maire d'Ottawa.
  - Vittore Gottardi, footballeur suisse († 18 décembre 2015).
- 25 septembre : Vivien Stern, femme politique britannique.
- 29 septembre : Hans-Jochen Jaschke, évêque catholique allemand († 11 juillet 2023).
- 30 septembre :
  - Paul Bremer, diplomate américain.
  - Reine Wisell, pilote automobile suédois († 20 mars 2022).

## Octobre
- 4 octobre : 
  - Anne Rice, écrivaine américaine († 11 décembre 2021).
  - Bob Wilson, metteur en scène américain († 31 juillet 2025).
- 5 octobre : Eduardo Duhalde, président d'Argentine.
- 6 octobre :
  - John Nicholson, pilote automobile néo-zélandais († 19 septembre 2017).
  - Winston Ntshona,  acteur et dramaturge sud-africain († 2 août 2018).
- 8 octobre :
  - Jesse Jackson, pasteur baptiste américain.
  - Petr Uhl, écrivain et homme politique tchécoslovaque puis tchèque († 1er décembre 2012).
- 9 octobre : Pierrette Fleutiaux, écrivaine française († 27 février 2019).
- 11 octobre :
  - Lester Bowie, trompettiste de jazz américain († 8 novembre 1999).
  - Leonid Sokov, sculpteur soviétique puis russe († 6 avril 2018).
- 12 octobre : Frank Alamo, chanteur français († 11 octobre 2012).
- 13 octobre :
  - Paul Simon, auteur-compositeur-interprète et musicien américain.
  - Bob Hunter, journaliste canadien fondateur de Greenpeace († 2 mai 2005).
- 16 octobre :
  - Derek Bourgeois, compositeur britannique († 6 septembre 2017).
  - Baddeley Devesi, premier gouverneur général des îles Salomon († 16 février 2012).
  - Simon Ward, acteur britannique † 20 juillet 2012).
- 18 octobre : Évelyne Pisier, écrivaine et politologue française († 9 février 2017).
- 20 octobre : Elson Beiruth, footballeur brésilien († 15 août 2012).
- 21 octobre : Marina Ripa di Meana, écrivaine, actrice, réalisatrice et styliste italienne († 5 janvier 2018).
- 22 octobre :
  - Evaristo Carvalho, homme politique santoméen († 28 mai 2022).
  - Charles Keating, acteur britannique († 9 août 2014).
- 23 octobre :
  - Gérard Ducarouge, ingénieur français († 19 février 2015).
  - Chashi Nazrul Islam, réalisateur bangladais († 11 janvier 2015).
  - René Metge, pilote automobile français († 3 janvier 2024).
- 24 octobre :
  - Frank Aendenboom, acteur belge († 31 mars 2018).
  - Sebastiano Vassalli, écrivain italien († 27 juillet 2015).
- 25 octobre :
  - Helen Reddy, actrice américaine († 29 septembre 2020).
  - Claude Rutault, peintre français († 27 mai 2022).
- 26 octobre :
  - Rolf Kesselring, éditeur, écrivain et journaliste suisse († 2 août 2022).
  - Harald Nielsen, footballeur danois († 11 août 2015).
  - Volodymyr Tcherniak, homme politique ukrainien († 18 janvier 2021).
- 27 octobre :
  - Rodolfo Hinostroza, poète, écrivain, journaliste, astrologue et critique gastronomique péruvien († 1er novembre 2016).
  - Ángel Oliveros, footballeur espagnol († 1er avril 2017).
- 30 octobre : Orazio Schena, joueur de football belge († 30 janvier 2024).

## Novembre
- 1er novembre : Uffe Ellemann-Jensen, homme politique danois († 19 juin 2022).
- 3 novembre : Jean-Paul Costa, haut fonctionnaire français († 27 avril 2023).
- 5 novembre : Art Garfunkel, chanteur américain, membre du duo Simon et Garfunkel.
- 6 novembre :
  - Guy Clark, auteur-compositeur-interprète américain († 17 mai 2016).
  - Matti Keinonen, hockeyeur sur glace finlandais († 27 novembre 2021).
  - Galina Leontyeva, joueuse de volley-ball soviétique († 4 février 2016).
  - Doug Sahm, musicien américain de musique country et de blues rock († 18 novembre 1999).
  - Gary Schroen, agent de terrain de la Central Intelligence Agency américain († 1er août 2022).
- 7 novembre : Angelo Scola, cardinal italien, patriarche de Venise.
- 12 novembre : Chris Welch, journaliste britannique.
- 13 novembre : 
  - Andréi Nakov, historien de l’art bulgare naturalisé français († 19 mai 2022).
  - Henri Elendé, athlète congolais pratiquant le saut en hauteur († 23 juin 2022).
- 14 novembre :
  - Brian Astbury, photographe et directeur de théâtre sud-africain († 5 mars 2020).
  - Hernus Kriel, avocat et homme politique sud-africain († 5 juillet 2015).
  - Domenico Losurdo, philosophie marxiste italien († 28 juin 2018).
- 15 novembre :
  - Syd Nomis, joueur de rugby à XV sud-africain († 16 juin 2018).
  - Heathcote Williams, poète, acteur et dramaturge et militant politique britannique († 1er juillet 2017).
- 17 novembre : Antoine de Margerie, peintre français († 9 février 2005).
- 18 novembre : David Hemmings, acteur, chanteur, producteur et réalisateur britannique († 3 décembre 2003).
- 19 novembre :
  - Ivanka Hristova, athlète bulgare († 24 février 2022).
  - Leïla Sebbar, écrivaine franco-algérienne.
- 20 novembre : Félix Marcilhac, historien de l'art et collectionneur d'objets art déco français († 29 janvier 2020).
- 21 novembre : Jacques Schuffenecker, peintre et dessinateur français († 7 mai 1996).
- 22 novembre : Jesse Colin Young, chanteur et guitariste américain († 16 mars 2025).
- 24 novembre : Ricardo Piglia, écrivain et scénariste argentin († 6 janvier 2017).
- 25 novembre :
  - Jean-Michel di Falco, évêque catholique français, évêque émérite de Gap.
  - Philippe Honoré, dessinateur de presse et illustrateur français († 7 janvier 2015).
- 26 novembre : Luigi Negri, archevêque catholique et théologien italien († 31 décembre 2021).
- 27 novembre : Bert Fragner, iranologue autrichien († 16 décembre 2021).
- 28 novembre : 
  - Laura Antonelli, actrice italienne († 22 juin 2015).
  - Maaouiya Ould Sid'Ahmed Taya, Homme d'État mauritanien et ancien premier ministre et président de la Mauritanie.
- 29 novembre : Jody Miller, chanteuse américaine († 6 octobre 2022).
- 30 novembre :
  - Ali Hassan al-Majid, homme d'État irakien, cousin de Saddam Hussein († 25 janvier 2010).
  - Barbara Neely, autrice et militante afro-américaine († 2 mars 2020).

## Décembre
- 2 décembre : Sugar Ramos, boxeur cubain puis mexicain († 3 septembre 2017).
- 6 décembre : Klemens Grossimlinghaus, coureur cycliste allemand († 27 juin 1991).
- 8 décembre : Valentin-Yves Mudimbe, écrivain américain († 22 avril 2025).
- 9 décembre :
  - Beau Bridges, acteur, réalisateur et producteur américain.
  - Iwao Horiuchi, lutteur japonais spécialiste de la lutte libre († 4 mars 2015).
  - Thérèse Saint-Julien, géographe française († 24 novembre 2021).
- 10 décembre :
  - Christian Charles Emig, océanographe biologiste.
  - Tommy Rettig, acteur américain († 15 février 1996).
  - Peter Sarstedt, auteur-compositeur-interprète britannique († 8 janvier 2017).
- 11 décembre : Jean-Paul Parisé, joueur de hockey sur glace canadien († 7 janvier 2015).
- 12 décembre :
  - Nairn MacEwan, joueur de rugby à XV évoluant avec l'équipe d'Écosse († 31 mai 2018).
  - Vitali Solomine, acteur soviétique († 27 mai 2002).
  - Nikolaï Osyanin, joueur et entraîneur de football soviétique puis russe († 21 mars 2022).
- 13 décembre : Catherine Tasca, femme politique française.
- 14 décembre :
  - Ed Chynoweth, personnalité du hockey sur glace canadien († 22 avril 2008).
  - Manuel Jiménez, footballeur espagnol († 5 décembre 2021).
- 15 décembre : José Antonio Zaldúa,  footballeur espagnol († 30 juin 2018).
- 17 décembre : André Lacrampe, évêque catholique français, archevêque de Besançon († 15 mai 2015).
- 18 décembre :
  - Jos Huysmans, coureur cycliste belge († 10 octobre 2012).
  - Jan Kowalczyk, cavalier de saut d'obstacles polonais († 24 février 2020).
- 19 décembre : Maurice White, chanteur, compositeur et producteur américain, membre de Earth, Wind and Fire († 4 février 2016).
- 20 décembre : Dave Stallworth, joueur de basket-ball américain († 15 mars 2017).
- 21 décembre : Jared Martin, acteur américain († 24 mai 2017).
- 23 décembre : Tim Hardin, musicien américain († 29 décembre 1980).
- 24 décembre :
  - David Arkin, acteur américain († 14 janvier 1991).
  - Michael Billington, acteur britannique († 3 juin 2005).
- 25 décembre : Noël Le Graët, dirigeant de la fédération française de football.
- 26 décembre :
  - David Bárcena Ríos, cavalier et pentathlonien mexicain († 22 février 2017).
  - Gilbert Meyer, homme politique français († 21 septembre 2020).
- 27 décembre : Jean-Claude Bouillon, acteur français († 31 juillet 2017).
- 28 décembre :
  - Benamar Bakhti, metteur en scène de cinéma et de télévision algérien († 3 juin 2015).
  - Georges Vandenberghe, coureur cycliste belge († 23 septembre 1983).
- 29 décembre : Ray Thomas, musicien britannique († 4 janvier 2018).

## Date précise inconnue
- Mouzawar Abdallah, homme politique comorien († 20 avril 2020).
- Brahim Akhiat, personnalité politique et écrivain marocain († 7 février 2018).
- Irene Avaalaaqiaq, artiste inuit.
- Aden Robleh Awaleh, homme politique djiboutien († 31 octobre 2014).
- Simi Bedford, romancière nigériane.
- Maya Casabianca, chanteuse franco-israélienne († 31 décembre 2018).
- Jules Dufour, géographe canadien († 6 août 2017).
- Hachem Bathaie Golpayegani, homme politique iranien († 16 mars 2020).
- Yasmeen Lari, architecte et philanthrope pakistanaise.
- Mohamed Moustapha Mero, homme politique syrien († 22 décembre 2020).
- Florence Nkurukenda, éducatrice et députée ougandaise.
- Michel Pageau, trappeur canadien († 5 octobre 2016).
- Badr Wannous, homme politique libanais († 5 janvier 2017).